# Zuckercouleur

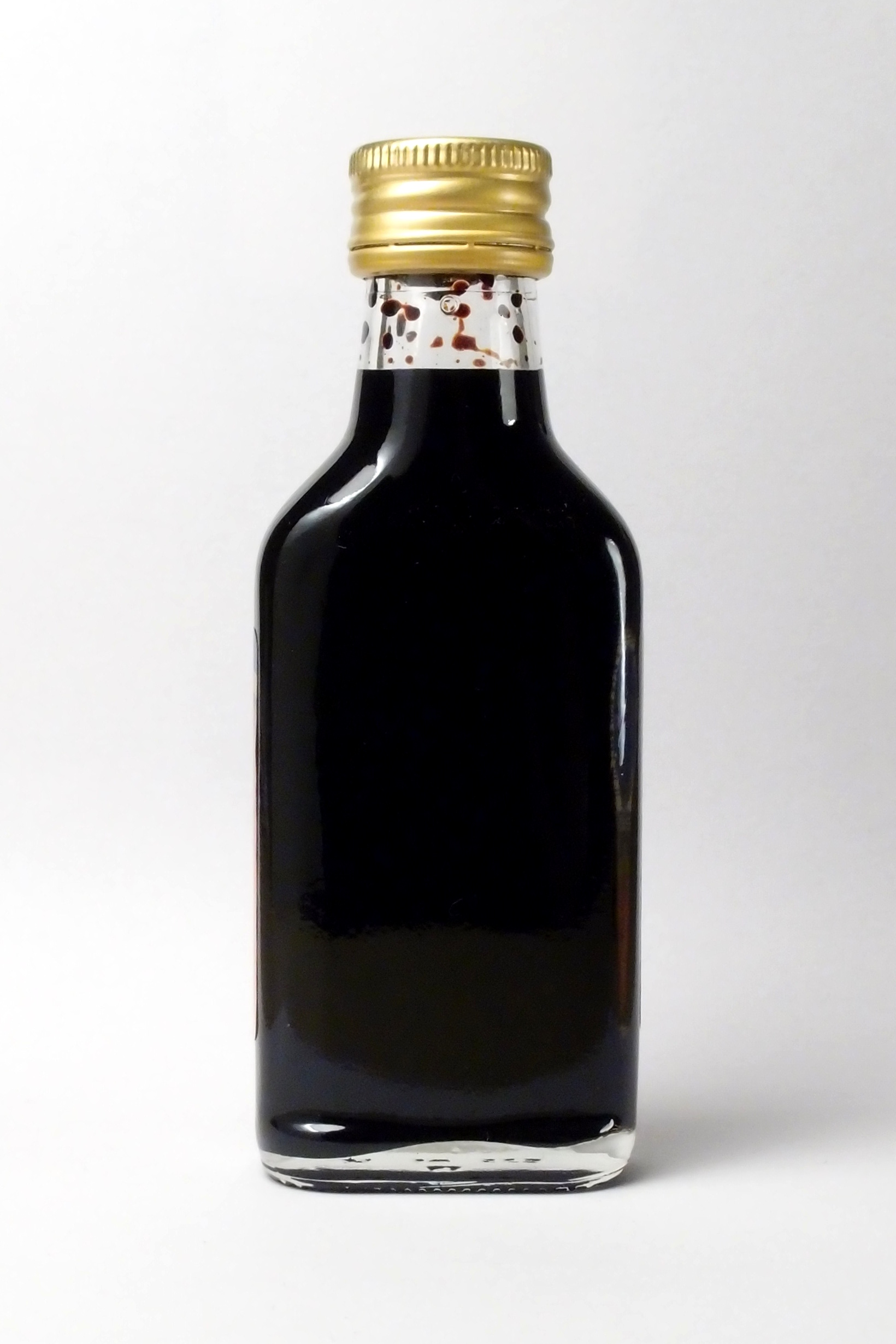
Eine Flasche Zuckercouleur

Die Zuckercouleur oder das Zuckerkulör (französisch couleur ‚Farbe‘) ist eine schwarze Lebensmittelfarbe, die in Europa als Lebensmittelzusatzstoff für zahlreiche Lebensmittel zugelassen ist. Die Höchstmengen-Angabe „qs“ (Quantum satis) bedeutet, dass nur „die im Einzelfall gerade technisch erforderliche Menge“ zugesetzt werden darf und auch nur, „soweit dies den Verbraucher nicht irreführt“.
Zuckercouleur wird durch Karamellisierung hergestellt, bei der die Bedingungen auf polymere Endprodukte eingestellt werden. Das Erhitzen von Glucosesirup mit Schwefelsäure in Gegenwart von Ammoniak führt zu gefärbten Produkten. Zur Erhöhung der Löslichkeit und Stabilität können Sulfonsäuregruppen durch Addition von Sulfit an Doppelbindungen gebunden werden.
Zuckercouleur schmeckt bitter.

## Einteilung
Die Zuckercouleure werden nach dem Reaktionsbeschleuniger eingeteilt.
| Klasse | Bezeichnung              | E-Nummer | Verwendung                                                         |
| ------ | ------------------------ | -------- | ------------------------------------------------------------------ |
| I      | Zuckerkulör              | E 150a   | stark alkoholhaltige Erzeugnisse                                   |
| II     | Sulfitlaugen-Zuckerkulör | E 150b   | Alkopops, Wurstwaren, Essig                                        |
| III    | Ammoniak-Zuckerkulör     | E 150c   | Bier und andere alkoholische Getränke, saure Lebensmittel          |
| IV     | Ammonsulfit-Zuckerkulör  | E 150d   | saure Lebensmittel, alkoholfreie Erfrischungsgetränke (z. B. Cola) |

## Nutzung

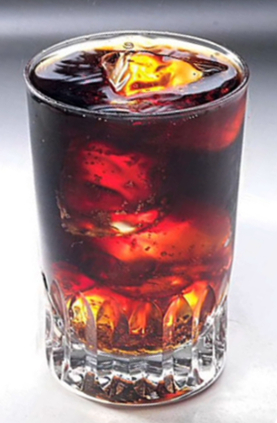
Für Erfrischungsgetränke wie Cola werden bis zu der Zuckercouleur-Produktion verbraucht.

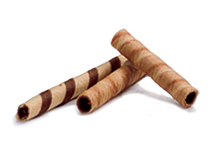
Waffelröllchen mit Zuckercouleur gefärbt, wie sie in Italien, Griechenland und vielen anderen Ländern hergestellt werden.

Zuckercouleur wird zum Färben von Getränken wie Malzbier, Whisky, Alkopops, Rum, Limonaden wie Cola und Ginger Ale, sowie für Marmeladen, Wurst, Fertigsoßen, Essig und Süßwaren verwendet. In kleinen Gebinden ist Zuckercouleur im Lebensmittelhandel erhältlich und kann in der Alltagsküche zum Färben von Süßspeisen und insbesondere (Braten-)Soßen benutzt werden.

## Gesundheit
Zuckercouleure gelten als gesundheitlich unbedenklich. Es gilt eine erlaubte Tagesdosis von 300 mg/kg Körpergewicht. Die Belastung durch die Karamellbestandteile THI (2-Acetyl-4-tetrahydroxybutylimidazol), 4-MEI (4-Methylimidazol) und SO2 ist unbedenklich. Für 5-HMF (5-Hydroxymethylfurfural) und Furan, die in bedenklichen Mengen enthalten sein können, sollten die Spezifikationen in Zukunft Grenzwerte beinhalten.

## Rechtliche Situation
Zuckercouleur ist deklarationspflichtig, aber für Lebensmittel mit dem Vermerk qs zugelassen. Eine Verwendung von Zuckercouleur ist nicht gestattet, um andere Eigenschaften vorzutäuschen. So ist etwa bei Brot der Zusatz von Zuckercouleur verboten, da er eine dunklere Mehltype oder einen höheren Roggenanteil vortäuschen könnte; nur bei Malzbrot ist die Zugabe zulässig. Nicht gefärbt werden dürfen insgesamt 30 Produktgruppen, darunter Milchprodukte, Müllereiprodukte, Eiprodukte, Tee, Röstkaffee; weitere nur mit Einschränkungen.